# Georg Ehrenskjold
Georg E.O. Ehrenskjold (4. juli 1898 i Vejle – 1. august 1984) var en dansk oberstløjtnant og chef for Sjællandske Ingeniørregiment og for Hærens Bygningstjeneste.
Georg Ehrenskjold var søn af fabrikant V.O. Ehrenskjodld (død 1948) og hustru Ida, født Swensson (død 1937). Han blev 6. maj. 1924 gift med Karen-Margrethe Ehrenskjold, født 3. juli 1898 i Kolding, datter af grosserer, konsul C.L. Schmidt (død 1920) og hustru Louise, født Clausen (død 1938).
Ehrenskjold blev student i Kolding i 1918, og bestod året efter filosofikum på Københavns Universitet. Han blev premierløjtnant i 1922 og gennemførte officersskolens specialklasses ingeniørkursus 1926-29. I 1932 blev han kaptajnløjtnant og var adjutant hos generalinspektøren for ingeniørtropperne 1935-37 og 1937 blev kaptajn og chef for hærens bygningstjenestes 3. bygningsdistrikt. Han blev oberstløjtnant i 1945 og var chef for hærens bygningstjenestes projekteringsafdeling og næstkommanderende ved hærens bygningstjeneste 1947-52. Herefter var han chef for forsvarets bygningstjenestes tekniske afdeling 1952-54. Tillige blev han oberst af ingeniørtropperne 1951 og til rådighed for Sjællandske Ingeniørregiment 1954 samt chef for Sjællandske Ingeniørregiment 1955.
Han forestod opførelsen af Gardehusarkasernen i Næstved, Høvelte Kaserne, ny lejr i Jægerspris og andre militære anlæg og lejre. Ehrenskjold var lærer ved officersskolens ingeniørkursus i bygningstjeneste og medlem af bestyrelsen for Sydøstjydske Teglværkers Kontor i Kolding fra 1938. Han var også redaktør af Tidsskrift for Ingeniørofficerer 1940-48.